# María Merced Nájera Migoni
María Merced Nájera Migoni (Delicias, 1963) es una poeta y editora mexicana.

## Trayectoria
Como editora dirige la editorial Arde Editorial Chihuahua,un proyecto apoyado por Programa de Apoyo a las Culturas Municipales y Comunitarias PACMYC en 2003 con el fin de difundir poetas que realicen sus primeras obras.

## Obra
- Acuarelas, erotismo (2000)
- Cristales cromáticos (2001)
- El corazón lo dice todo (2002)
- En la provincia de los recuerdos (2002)
- La morada de Omega (2003)
- Auge de sombras (2004)
- Simulacros de olvido (2005)
- Abadía del silencio (2006)
- La voluntad del deseo (2011)
- Ensolecida (2012)
- Mujer semilla (Sediento ediciones, 2012, Tintanueva Ediciones, 2016)

## Premios y reconocimientos
- Beneficiaria del Programa de Estímulos a la Creación y al Desarrollo Artístico PECDA David Alfaro Siqueiros (2003)
- Beneficiaria del Programa de Apoyo a las Culturas Municipales y Comunitarias PACMYC (2003-2004)